# Largo da Estação Férrea

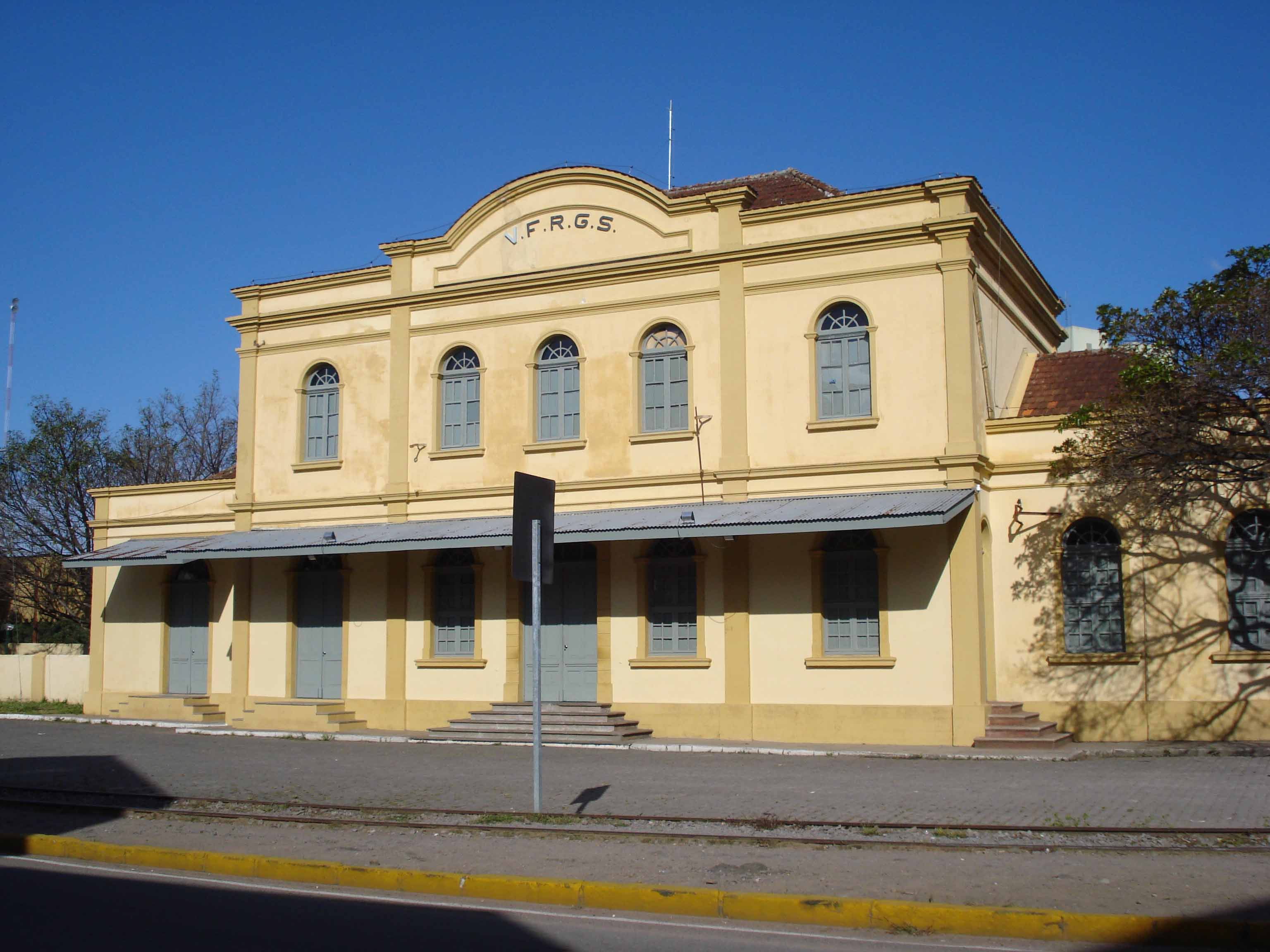

O Largo da Estação Férrea é um complexo de uma antiga estação férrea na cidade de Caxias do Sul. O sítio é tombado em nível estadual pelo IPHAE.
Atualmente diversos bares e danceterias estão onde antigamente se localizavam os armazéns da estação férrea.